# Jumanji: Welcome to the Jungle
Jumanji: Welcome to the Jungle is een Amerikaanse komische avonturenfilm uit 2017 geregisseerd door Jake Kasdan, met in de hoofdrollen Dwayne Johnson, Jack Black, Kevin Hart en Karen Gillan. De film is het vervolg op Jumanji uit 1995.

## Verhaal
De film begint in 1996, op het moment waarop de vorige film is geëindigd. Een man vindt op het strand het bordspel Jumanji (het spel uit de vorige film) en geeft het aan zijn tienerzoon Alex, maar die heeft er geen interesse in. Hierop transformeert Jumanji zichzelf in een een spelcartridge voor een spelcomputer. Wanneer Alex het begint te spelen, wordt hij het spel in gezogen.
20 jaar later moeten vier tieners genaamd Spencer Gilpin, Anthony Johnson, Bethany Walker en Martha Kaply als straf de kelder van hun school opruimen. Hierbij vinden ze het videospel Jumanji en beginnen het eveneens te spelen. Net als Alex worden ze alle vier het spel ingezogen. Ze komen hierbij in de jungle van Jumanji terecht. Eenmaal in het spel veranderen ze in de personages die ze voor zichzelf hadden gekozen. Spencer wordt de gespierde archeoloog Dr. Smolder Bravestone, Anthony een zoöloog genaamd Franklin "Mouse" Finbar, Martha een commando genaamd Ruby Roundhouse, en Bethany een obese cartograaf genaamd Professor Sheldon "Shelly" Oberon. Allemaal krijgen ze drie levens(drie zwarte streepjes die op hun hand verschijnen, telkens als ze een leven verliezen verdwijnt er een streepje).
De groep ontmoet een NPC genaamd Nigel, die hen vertelt dat ze het spel kunnen uitspelen als ze een magisch juweel genaamd de "Jaguar's Eye" terugbrengen naar een enorm jaguarstandbeeld midden in de jungle. Net als in de vorige film moeten ze hierna "JUMANJI" roepen. Tijdens hun avontuur raken de vier allemaal één of twee van hun levens kwijt door de vele gevaren van Jumanji. Uiteindelijk worden ze ingesloten door de handlangers van Van Pelt (de jager die in de eerste film uit het spel kwam in beurt 7), maar worden gered door Alex, die na al die jaren nog altijd in het spel zit in de gedaante van zijn personage, een helikopterpiloot genaamd Seaplane McDonough. Alex sluit zich bij de groep aan als vijfde speler, hij was "the missing piece" waar ze naar zochten.
De vijf halen het level waar Alex vastzat en vliegen per helikopter naar het standbeeld, alwaar Van Pelt hun confronteert met zijn handlangers. Door teamwerk weten ze de schurken te verslaan en plaatsen het juweel terug in het beeld. Het spel eindigt en de vier vrienden keren terug naar de kelder van hun school. Alex is niet bij hen omdat hij in 1996 al begonnen was met het spel en dus teruggestuurd is naar dat jaar. Na schooltijd lopen de vier tieners de nu volwassen Alex tegen het lijf, die inmiddels zijn eigen gezin heeft. Hij heeft een dochtertje dat hij Bethany genoemd heeft, naar het meisje dat zijn leven redde. De film eindigt met het kapotgooien van het spel Jumanji met een bowlingbal.

## Rolverdeling
| Acteur           | Personage                | Opmerkingen      |
| ---------------- | ------------------------ | ---------------- |
| Dwayne Johnson   | Dr. Smolder Bravestone   | Spencers avatar  |
| Jack Black       | Professor Sheldon Oberon | Bethany's avatar |
| Kevin Hart       | Franklin "Mouse" Finbar  | Fridges avatar   |
| Karen Gillan     | Ruby Roundhouse          | Martha's avatar  |
| Nick Jonas       | Seaplane McDonough       | Alex' avatar     |
| Bobby Cannavale  | Van Pelt                 |                  |
| Alex Wolff       | Spencer Gilpin           |                  |
| Madison Iseman   | Bethany Walker           |                  |
| Morgan Turner    | Martha Kaply             |                  |
| Ser'Darius Blain | Anthony "Fridge" Johnson |                  |
| Rhys Darby       | Nigel Billingsley        |                  |
| Colin Hanks      | Alex Vreeke              |                  |

## Achtergrond

### Ontwikkeling
In de zomer van 2012 vertelde de ceo van Columbia Pictures dat er plannen waren voor een vervolg op de film uit 1995. Drie jaar later, in de zomer van 2015, maakte Sony Pictures Entertainment bekend dat de nieuwe Jumanjifilm in de zomer van 2016 in de bioscoop moet verschijnen.
Begin januari 2016 werd bekendgemaakt dat Jake Kasdan de regie voor zijn rekening neemt. Later die maand maakte Sony bekend dat de verschijning van de film werd uitgesteld tot de zomer van 2017.
Eind april 2016 maakte acteur Dwayne Johnson via zijn eigen Instagram bekend dat hij een hoofdrol te pakken had in de Jumanji-sequel. Niet veel later werden Kevin Hart en Jack Black aan de cast van de film toegevoegd.
Lange tijd werd er gedacht dat de film een remake werd van de film uit 1995, tot Dwayne Johnson via zijn Instagram verduidelijkte dat de film een vervolg is op de klassieker met Robin Williams.
De bioscooprelease van de film werd nog één keer veranderd. De film ging op 5 december 2017 in première in Le Grand Rex in Parijs. De film behaalde in de Verenigde Staten de hoogste inkomsten aan de kassa in het weekend van 5-7 januari 2018, met een opbrengst van 36 miljoen US$. Jumanji: Welcome to the Jungle kreeg overwegend positieve kritieken met een score van 75% op Rotten Tomatoes, gebaseerd op 170 beoordelingen.

### Opnames
Midden september 2016 gingen de opnames van de film van start in Hawaii. De opnames werden op 8 december 2016 afgerond in Atlanta.

## Ontvangst

### Critici
Op Rotten Tomatoes behaalt de film een Certified Fresh rating van 76%, gebaseerd op 180 recensies met een gemiddelde van 6,1/10. Metacritic komt op een score van 58/100, gebaseerd op 44 recensies.

### Publiek
Op CinemaScore, die zijn rating baseert op enquêtes die de site afneemt aan bioscopen en zo garandeert dat de bevraagden de film daadwerkelijk gezien hebben, behaalt de film een A−-rating.

### Box-Office
De film opende in zijn thuismarkt, Noord-Amerika, op 20 december 2017 op 3765 bioscoopschermen. De film haalde in zijn openingsweekend in Noord-Amerika circa 36,2 miljoen dollar op.

## Trivia
In de film is de hut van Alan Parrish uit de eerste film te zien op het moment dat de tieners het level halen waarin Alex vastzat. Kennelijk was dit de plek waar Alan Parrish terechtkwam toen hij in de eerste film in het spel werd gezogen, nadat hij de aanwijzing kreeg dat hij in de jungle van Jumanji moest wachten tot er een 5 of een 8 werd gegooid.